# Heinrich Hebborn
Heinrich Hebborn (* 24. Februar 1900 in Bergisch Gladbach; † unbekannt) war ein deutscher Unternehmer.

## Leben
Hebborn besuchte die Handelsschule und absolvierte eine kaufmännische Ausbildung. In Heidelberg gründete er die Firma H. Hebborn & Co., Fabrik für Füllhalter und Füllbleistifte und entwickelte sie zu einem führenden Unternehmen. Seine Produkte vertrieb er unter dem Markennamen Luxor.
Er war Inhaber mehrerer Patente sowie Präsident des Verbandes der Füllhalter-Industrie und Vizepräsident der Industrie- und Handelskammer Heidelberg.

## Ehrungen
- 1965: Verdienstkreuz 1. Klasse der Bundesrepublik Deutschland